# مسييه 24

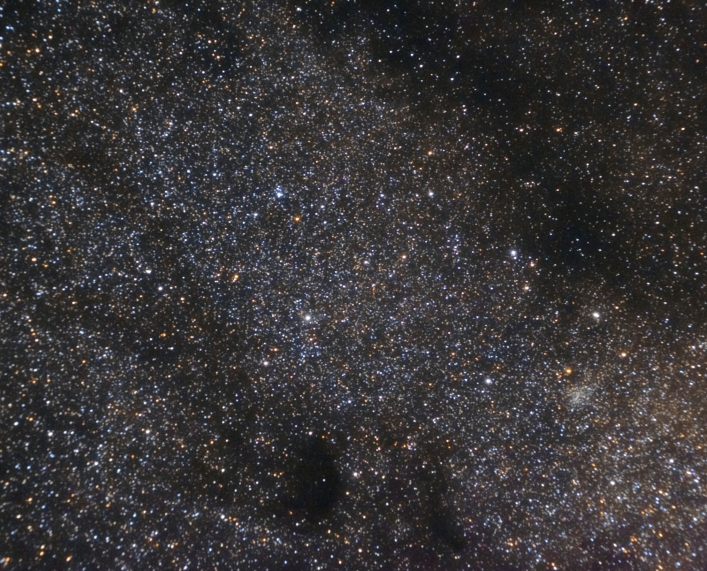

أم24 أو مسييه 24 هو عبارة عن سديم مظلم كبير يقع في مجرة درب التبانة في كوكبة الرامي. يقع هذا السديم على مسافة تقريبية تبلغ 10,000 سنة ضوئية من الأرض ويبلغ قدره الظاهري حوالي 4.6+.

## تاريخ الأكتشاف[1]
اكتشف شارل مسييه السديم المظلم مسييه 24 في 20 يونيو من عام 1764 واصفاً إياه بأنها "كتلة ضبابية كبيرة يوجد بها العديد من النجوم ذات الأحجام المختلفة". وهذا ما كتبه في كتالوجه الخاص:

في الليلة 20 إلى 21 يونيو 1764، اكتشفت عنقود نجمي يقع بالقرب من طرف قوس كوكبة الرامي، وهو عبارة عن ضباب كبير، يمتد حوالي درجة ونصف في هذه الكتلة الضبابية توجد عدة نجوم ذات لمعان مختلف؛ ينقسم الضوء الموجود بين هذه النجوم إلى عدة أجزاء.

قدم الأدميرال ويليام هنري سميث، الذي لاحظ مسييه 24 في يوليو 1835، الوصف التالي:

مجموعة جميلة من النجوم، سحبة نجمية غنية بالعناقيد من مجرة درب التبانة. اكتشف ميسييه هذا الجسم في عام 1764، ووصف بأنه كتلة من النجوم - وهو ضباب كبير ينقسم الضوء منه إلى عدة أجزاء. ربما كان هذا بسبب نقص الطاقة في الأدوات المستخدمة، حيث يمكن إبراز جميع النجوم إلى حد ما، على الرغم من وجود بقعة تتجمع بها الكثير من غبار النجوم NGC 6603.

ثم في عام 1905 قدمت عالمة الفلك الأيرلندية أغنيس ماري كلرك مشيرة إلى انه قد تم مساعدتها من قبل عالم الفلك الإيطالي ورائد التحليل الطيفي الفلكي الأب بيترو أنجيلو سيكي. حيث كتبت أغنيس التالي: 

مجموعة من النجوم مرئية للعين المجردة مثل سحابة قاتمة بالقرب من النجم "Mu Sagittarii" وسماها بيترو أنجيلو سيكي باسم "Delle Caustiche" لاحظت الترتيب الغريب لنجومها في الأشعة والأقواس والمنحنيات الكاوية واللوالب المتشابكة.

## خصائصه
يبلغ قطر مسييه 24 حوالي 600 سنة ضوئية(نصف القطر 300 سنة ضوئية) ويقع في الذراع الحلزوني الداخلي لمجرتنا. يحتل مسييه 24 مساحة تبلغ 90 دقيقة قوسية ويحتوي على أنواع مختلفة من الأجرام بما في ذلك النجوم والعناقيد النجمية التي تقع على مسافة تُقدّربـ 10,000 سنة ضوئية (3070 فرسخ فلكي) من الأرض ، مما يمنح السديم عمقاً كبيراً. في سماء الليل ،مسييه 24 أكبر بحوالي 9 مرات من إكتمال القمر. يعتبر مسييه 24 جرم فريد من نوعه عن بقية أجرام مسييه حيث بالعادة تكون هذه الأجرام عبارة عن عناقيد نجمية ذات إبراز محدود للنجوم الفردية بينما مسييه 24 فهو يتكون من مجموعة من العناقيد النجمية والسدم . مسييه 24 هو واحد من 3 أجرام لمسييه التي لا تُصنف ككائنات عميقة في السماء. الاثنان الآخران هما مسييه 40 الموجود في الدب الأكبر، ومسييه 73 المكوّنة من أربعة نجوم غير مرتبطة جسدياً ببعضها البعض والموجودة في كوكبة الدلو . يقع مسييه 24 بالقرب من سديم أوميغا (مسييه 17) و العنقود المفتوح مسييه 18.

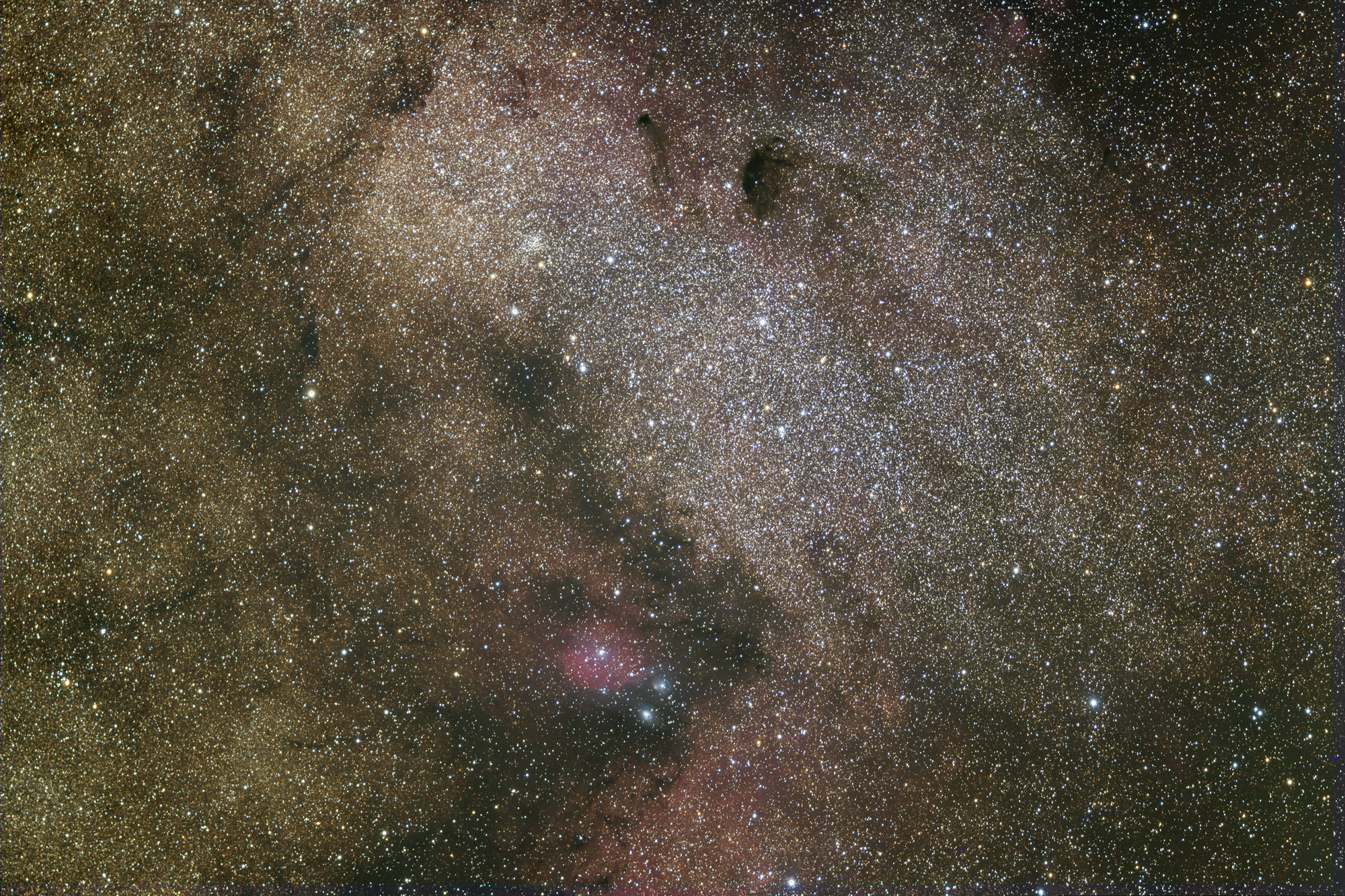
صورة ملتقطة لمسييه 24

## إمكانية رؤيته
يمكن رؤية مسييه 24 في أي وقت تكون فيه مجرة درب التبانة مرئية. في الظروف الجيدة البعيدة عن التلوث الضوئي ، يمكن ملاحظة السديم والعثور عليه بدون منظار. مسييه 24 فريد من نوعه بين أجرام مسييه ، والتي تكون في الغالب أجرام مفردة ومحددة جيداً في السماء العميقة - مجموعات النجوم والسدم والمجرات - في حين أن مسييه 24 لا يُعد من الأجرام السحيقة و لكنه عبارة عن مجموعة من ملايين النجوم الموجودة على طول مستوى سطح الأرض في مجرة درب التبانة . يعتبر مسييه 24 أكبر عنقود نجمي يمكن رؤية نجومه الفردية من خلال التسكوبات الصغيرة والمتوسطة والمناظير. حيث يمكن رؤية حوالي 1000 نجمة في مجال رؤية واحد. يمكن العثور على بُعد 4 درجات شمال النجم " Mu Sagitarii " النجم العملاق الأزرق الساطع أو 7 درجات شمالاً وغرباً قليلاً من نجم القوس الشمالي . يمكن أيضاً تحديد موقع سحابة النجوم من خلال تمديد خط وهمي من النجم القوس الجنوبي إلى النجم القوس الوسط في الشمال. يمكن رؤية العنقود النجمي المفتوح NGC 6603 ، والتي تقع في الجزء الأكثر سطوعاً من السحابة . أفضل وقت لمراقبة مسييه 24 في أشهر الصيف.

## إقرأ أيضاً
- علم الفلك للأشعة السينية
- كويكبات
- نجم
- منطقة هيدروجين II
- مجرة
- قزم أبيض
- عملاق أحمر
- الانفجار العظيم
- خط زمني للانفجار العظيم
- نجم نيوتروني
- ثقب أسود
- إراس 1755-17423

## وصلات خارجية
- موقع الكون